# محمدلار (آماسیه)
محمدلار (به ترکی استانبولی: Mahmatlar) یک منطقهٔ مسکونی در ترکیه است که در آماسیه واقع شده‌است. محمدلار ۳۱۵ نفر جمعیت دارد.